# Маркелов, Глеб Валентинович
Глеб Валенти́нович Марке́лов (род. 11 февраля 1948, Севастополь, Крымская область) — советский и российский литературовед, археограф, исследователь памятников древнерусской литературы и книжности, древнерусской иконографии. Собиратель древнерусских рукописей. Старший научный сотрудник Древлехранилища имени В. И. Малышева Пушкинского Дома (ИРЛИ) РАН, художник-реставратор. Автор свыше 200 научных трудов, в том числе нескольких монографий. Член Санкт-Петербургского отделения Археографической комиссии РАН. Лауреат премии имени А. Н. Веселовского (2020) за двухтомное монографическое исследование «Летописец небесных зна́мений: лицевой рукописный сборник XVII века из собрания Библиотеки Российской академии наук». Лауреат премии фонда имени Д. С. Лихачёва (2024).

## Биография
Родился 11 февраля 1948 года в Севастополе в семье военного юриста, офицера ВМФ. В 1966 году окончил ленинградскую среднюю школу № 334. В 1967 году поступил и в 1973 году окончил филологический факультет Ленинградского государственного университета, отделение русского языка и литературы. С 1968 года — слушатель семинара Н. С. Демковой.

### Научная деятельность
С 1969 года работает в Древлехранилище (с 1976 года — имени В. И. Малышева) Пушкинского Дома (ИРЛИ РАН): младший научный сотрудник (с 1976), старший научный сотрудник (с 2000 года). (Руководители — В. И. Малышев и Д. С. Лихачёв.) С 2008 года возглавляет издательскую группу ИРЛИ РАН. С 1969 года — участник и организатор свыше 20 археографических экспедиций ИРЛИ РАН в различных регионах СССР, ряда научных конференций и выставок. Разработчик программы «Русский Север» по материалам Древлехранилища Пушкинского Дома.
Основные работы связаны с открытием и исследованием памятников древнерусской литературы и иконографии. Особое значение имеют труды, посвящённые изучению наследия старообрядцев. За подготовку собрания текстов уставов, чинов и постановлений Выговского монастыря «Выгоре́цкий Чиновни́к» Г. В. Маркелов отмечен наградой Русской православной старообрядческой церкви.
За создание двухтомной монографии «Летописец небесных зна́мений: лицевой рукописный сборник XVII века из собрания Библиотеки Российской академии наук» Г. В. Маркелов в 2020 году награждён (совместно с А. В. Сиреновым) академической премией имени А. Н. Веселовского
Член Санкт-Петербургского отделения Археографической комиссии РАН.
Супруга — Флорентина Панченко.

### Творческая деятельность
В 1970-е годы — художник-нонконформист двухмерного пространства, представитель «газаневской культуры». Участник выставки в ДК «Невский» (10-20.09.1975): картины «Свидание» (1975), «Золотой крест» (1975), «Мир дому сему» (1975) и «Восхождение» (1974). С 1980-х годов — художник-реставратор, иконописец, мозаичист, резчик по дереву. Выступил в качестве художника-постановщика в одноактных балетах «Святочные игры» (1981) и «Похождения Ходжи Насреддина» (1982) ленинградской труппы «Хореографические миниатюры» (балетмейстер Наталья Волкова, композитор Александр Сойников).

Я всегда думаю, что живопись для меня не хобби, а вторая жизнь. Первая моя жизнь — литература Древней Руси, которой я начал заниматься ещё во времена студенчества на филфаке и продолжаю сейчас в Древлехранилище имени В. И. Малышева Пушкинского Дома.
— Из интервью Глеба Маркелова корреспонденту газеты «Ленинградский университет», 12.03.1982.
Участник реставрации Большого Готторпского (академического) глобуса-планетария (1985—1986) и настенной живописи в гостинице «Астория» (1990).

## Область научных интересов
Древнерусская литература и искусство, археография, палеография, иконография, кодикология, источниковедение, литература русских старообрядцев, история русской гравюры.

## Перечень научных трудов
- Хронологический список научных трудов Глеба Валентиновича Маркелова за 1971—2022 гг. // Труды Отдела древнерусской литературы. Т. LXX. СПб., Изд. "Пушкинский Дом". 2023.  С. 338—347.

## Книги

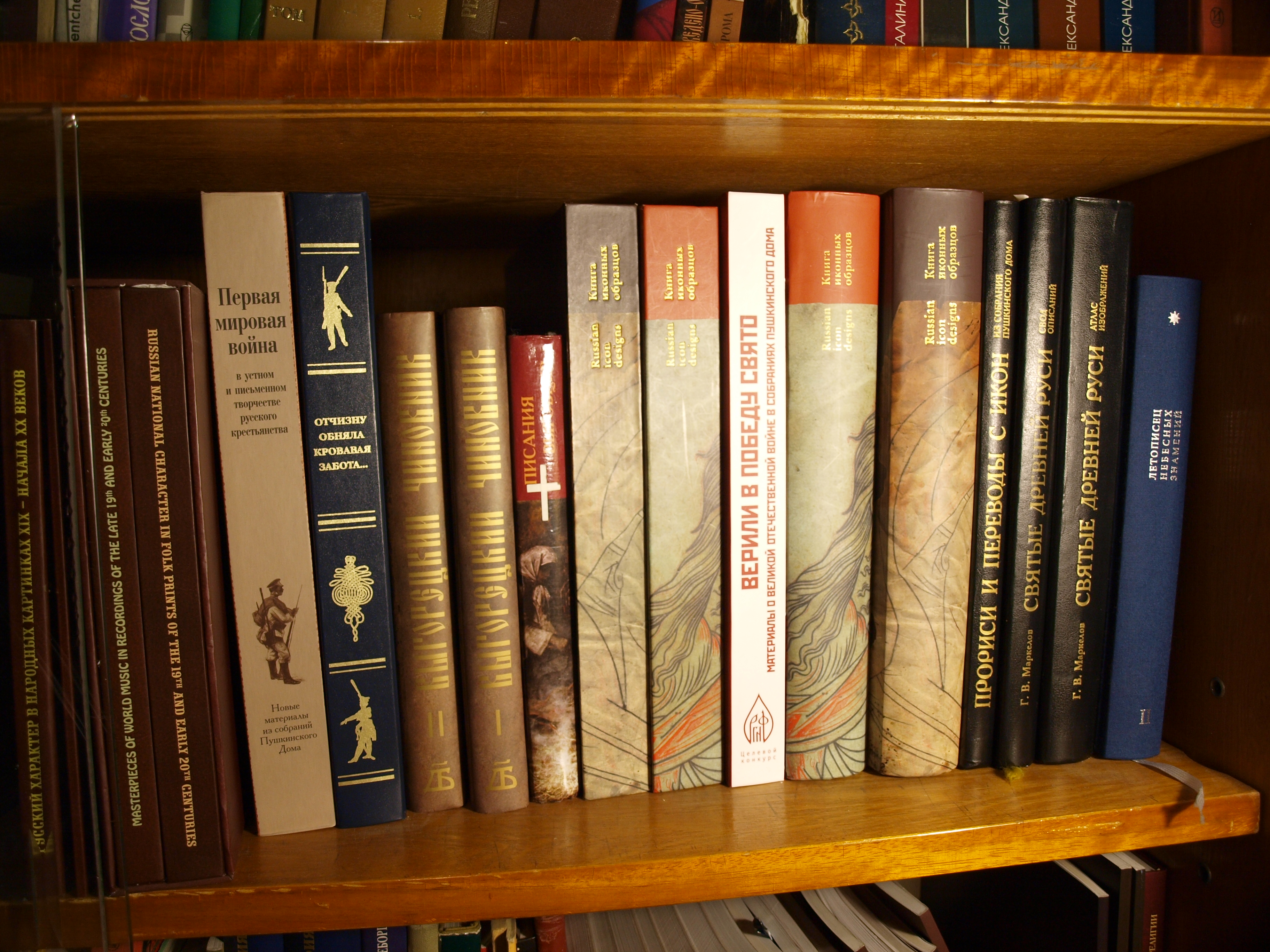
Избранные книги Г. В. Маркелова.

### Монографии
- Маркелов Г. В. Святые Древней Руси. Материалы по иконографии (прориси, переводы, иконописные подлинники). В 2 т. — СПб.: Изд. «Дмитрий Буланин», 1998. — ISBN 5-86007-073-X
  - Т. 1. Святые Древней Руси в прорисях и переводах с икон XV—XIX веков: Атлас изображений. — 638 с.
  - Т. 2. Святые Древней Руси в иконописных подлинниках XVII—XIX веков: Свод описаний. — 401 с.
    - Рец. на двухтомник: Николаев Н. И. [Рец. на кн.:] Маркелов Г. В. Святые Древней Руси. Материалы по иконографии (прориси, переводы, иконописные подлинники). В 2 т. — СПб.: Изд. «Дмитрий Буланин», 1998 // Новая Европа. Международное обозрение культуры и религии. — Милан, Москва: 2000. № 13. С. 170—174.
- Маркелов Г. В. Книга иконных образцов: 500 подлинных прорисей и переводов с русских икон XV—XIX вв. В 2 т. — СПб.: Изд. Ивана Лимбаха, 2001. — ISBN 5-89059-004-9
  - Т. 1. — 552 с.
  - Т. 2. — 636 с.
- Маркелов Г. В. Книга иконных образцов. 500 подлинных прорисей и переводов с русских икон XV—XIX вв. В 2 т. 2-е изд-е, перераб. и доп. — СПб.: Изд. Ивана Лимбаха, 2006.
  - Т. 1. — 582 с. — ISBN 5-89059-084-7
  - Т. 2. — 611 с. — ISBN 5-89059-085-5
- Выгоре́цкий Чиновни́к: В 2 т. / Изд. подгот. Г. В. Маркелов. — СПб.: Изд. «Дмитрий Буланин», 2008. — ISBN 978-5-86007-584-9
  - Т. 1. Факсимильное воспроизведение. — 504 с. — ISBN 978-5-86007-583-2
  - Т. 2. Тексты и исследование. — 552 с. — ISBN 978-5-86007-585-6
- Летописец небесных зна́мений: лицевой рукописный сборник XVII века из собрания Библиотеки Российской академии наук. В 2 т. / Изд. подгот. Г. В. Маркелов и А. В. Сиренов. — СПб.: Изд. Пушкинского Дома, 2018. — ISBN 978-5-87781-060-0[28]
  - Т. 1. Факсимильное воспроизведение сборника. — 588 с. — ISBN 978-5-87781-062-4
  - Т. 2. Тексты, исследование, комментарии. — 528 с. — ISBN 978-5-87781-062-5
    - Рец. на двухтомник: Сазонова Л. И. Рец. на кн.: Летописец небесных зна́мений: лицевой рукописный сборник XVII века из собрания Библиотеки Российской академии наук. В 2 т. // Studia Litterarum. Научный филологический журнал Института мировой литературы имени А. М. Горького РАН. 2020. Т. 5. № 1. С. 354—369.
- Искры аввакумова костра: Протопоп Аввакум и духовное наследие Древней Руси в творчестве А. А. Великанова / Авт.-сост. Г. В. Маркелов. — СПб.: Изд. Пушкинского Дома. 2020. — 204 с. — ISBN 978-5-87781-066-2
- Протопоп Аввакум в Древлехранилище Пушкинского Дома. К 400-летию со дня рождения: 1620—2020 / Авт. текста, подбор илл. Г. В. Маркелов. — СПб.: Изд. Пушкинского Дома. 2020. — 20 с.
- Василий Золотов. Дегуцкий летописец. Хронограф, сиречь Летописец Курляндско-Литовский / Издание подготовил Г. В. Маркелов. — СПб.: Изд. Пушкинского Дома. 2021. — 304 с.: ил. — ISBN 978-5-87781-079-2

### Справочные издания
- Писания вы́говцев: Каталог-инципитарий, тексты. По материалам Древлехранилища Пушкинского Дома / Сост. Г. В. Маркелов. — СПб.: Изд. «Дмитрий Буланин», 2004. — 421 с. — ISBN 5-86007-426-3
- Прориси и переводы с икон из собрания Пушкинского Дома / Сост. Г. В. Маркелов. — СПб.: Изд. «Дмитрий Буланин», 1998. — 285 с. — ISBN 5-86007-042-X
- Маркелов Г. В., Панченко Ф. В. Ларец изографа. Графические образцы в собрании Библиотеки Российской академии наук. Исследование, каталог, атлас. — СПб.: Изд. Пушкинского Дома, 2023. — 544 с. — ISBN 978-5-87781-078-5

### Альбомы
- Лицевые апокалипсисы Русского Севера: Рукописи XVII—XIX вв. из фондов Древлехранилища Пушкинского Дома / Изд. подг. Г. Маркелов, А. Бильдюг. — СПб.: Изд. Пушкинского Дома, 2008. — 175 с. — ISBN 978-5-87781-005-1
  - Рец. на кн.: Maritta Smücker-Breloer. «Gleb Markelov, Arina Bilʹdjug. Licevye apokalipsisy russkogo severa. Rukopisi XVII—XIX vv. iz fondov Drevlechraniliŝča Puškinskogo Doma. — Sankt-Peterburg: Izdat. Puškinskogo Doma, 2008 (Knigopisnye šedevry Russkogo Severa 1). — 172 S., zahlr. III» / Auskunft. Zeitschrift für Bibliothek, Archiv und Information in Norddeutschland. 31. Jahrgang, Juni 2011, Heft 1. — Buchbesprechungen. — Hamburg: 2011. S. 214—219.
- Русские народные картинки из собрания Пушкинского Дома. Вып. 1. «Почему конь не собака?» / Изд. подгот. Г. Маркелов (концепция, сост.), В. Е. Багно (предисловие) Я. Зверева (каталог, комментарии); под. ред . А. Некрыловой. — СПб.: Изд. Пушкинского Дома, 2008. — 30 с. — ISBN 978-5-87781-007-5
- Русский батальный лубок середины XIX в. Крымская война 1853—1855 годов / Сост., подгот. текста, коммент. и указатели Я. В. Зверевой, Г. В. Маркелова, А. Ф. Некрылова (предисл.) — СПб.: Изд. Пушкинского Дома, 2010. — 176 с. — ISBN 978-5-87781-011-2
- Русский батальный лубок XIX—XX вв. из собрания Пушкинского Дома / Сост. Я. В. Зверева, Г. В. Маркелов. А. Ф. Некрылова, Г. В. Маркелов (предисл.) — СПб.: Изд. Пушкинского Дома. 2010. — 175 с. — ISBN 978-5-87781-011-2
- Russian National Character in Folk Prints of the 19th and Early 20th Centuries: From the Collectionsof the Pushkinsky Dom in St. Petersburg / Preface by V. Bagno, compiled by G. Markelov. — Saint‐Petersburg: Publishing House of the Pushkinsky Dom, 2013. — 156 p. — ISBN 978-5-87781-018-1
- Русский характер в народных картинках XIX — начала XX веков: Из коллекций Пушкинского Дома в Санкт-Петербурге / Предисл. В. Е. Багно; сост. Г. В. Маркелов. — СПб.: Изд. Пушкинского Дома, 2013. — 163 с. — ISBN 978-5-87781-028-0
- Пушкинский Дом: К 110-летию со дня основания / Изд. подг.: В. Е. Багно (вступительное слово), Г. В. Маркелов (предисловие, составление, дизайн), Ф. В. Панченко (куратор издания). — СПб.: Изд. Пушкинского Дома, 2015. — 96 с. — ISBN 978-5-87781-050-1
- Маркелов Г. В., Панченко Ф.В. Художественное убранство поморских рукописных книг XVIII—XIX вв. По материалам Пушкинского Дома. Исследование, каталог, альбом. — СПб.: Изд. Пушкинского Дома, 2022. — 96+256 с. — ISBN 978-5-87781-087-7
- Маркелов Г. В., Панченко Ф. В., Семячко С. А. Книжное письмо поморских рукописей XVIII—XIX вв. По материалам Древлехранилища Пушкинского Дома. — СПб.: Изд. Пушкинского Дома, 2023. — 496 с. — ISBN 978-5-87781-076-1

### Сборники научных публикаций
- «Отчизну обняла кровавая забота…». Рукописное наследие Отечественной войны 1812 года в собраниях Пушкинского Дома / Сост. Г. В. Маркелов. — СПб.: Изд. Пушкинского Дома, 2012. — 447 с. — ISBN 978-5-87781-014-3
  - Рец. на кн.: Бабкин М. А. «Отчизну обняла кровавая забота…» // Исторический архив. 2013. № 4. С. 181—182.
- Дом Романовых в Пушкинском Доме (к 400-летию династии Романовых 1613—2013): Материалы из собраний Пушкинского Дома / Сост. Г. В. Маркелов. — СПб.: Изд. Пушкинского Дома, 2013. — 175 с. — ISBN 978-5-87781-016-7
- Первая мировая война в устном и письменном творчестве русского крестьянства: Новые материалы из собраний Пушкинского Дома / Куратор издания, художник Г. В. Маркелов. — СПб.: Изд. Пушкинского Дома. 2014. — 584 с. — ISBN 978-5-87781-059-4
- «Откровение Иоанна Богослова». — СПб.: Изд. «Вита Нова», 2015. Послесловие (совместно с В. Е. Багно), Г. В. Маркелов (подготовка иллюстраций). — 288 с. — ISBN 978-5-93898-566-7
- «Верили в Победу свято»: Материалы о Великой Отечественной войне в собраниях Пушкинского Дома / Куратор издания, художник Г. В. Маркелов. — СПб.: Изд. Пушкинского Дома, 2015. — 380 с. — ISBN 978-5-87781-061-7

## Основные статьи и публикации
| Статьи по материалам Древлехранилища им. В. И. Малышева ИРЛИ РАН |
| --- |
| - Маркелов Г. В. Коллекция рукописей И. Н. Заволоко в Древлехранилище Пушкинского Дома // Труды Отдела древнерусской литературы (ТОДРЛ). — Л.: 1979. Т. XXXIV, с. 377—387. - Маркелов Г. В. Из истории собрания И. Н. Заволоко // ТОДРЛ. — Л.: 1980. Т. XXXV, с. 439—445. - Маркелов Г. В. Смеховые приписки в рукописях Древлехранилища Пушкинского Дома // ТОДРЛ. — Л.: 1988. Т. XLI. С. 444—446. - Маркелов Г. В. Латгальская рукописно-книжная традиция. Материалы к изучению // ТОДРЛ. — Л.: 1989. Т. XLII. С. 410—438. - Карпов И. С. По волнам житейского моря / Публ. С. С. Гречишкина и Г. В. Маркелова. Вступит. статья Г. В. Маркелова // Новый мир. 1992. № 1. С. 7—76. - Маркелов Г. В. Крестьянские архивы в Древлехранилище Пушкинского Дома // ТОДРЛ. — СПб.: 1993. Т. XLV1. С. 495—502. - Маркелов Г. В. Жизнеописание пермогорского крестьянина И. С. Карпова // ТОДРЛ. — СПб.: 1993. Т. XLVII. С. 423—429. - Маркелов Г. В. Кижские документы в Древлехранилище Пушкинского Дома // ТОДРЛ. — СПб.: 1999. Т. LI. С. 416—462. - Маркелов Г. В. Древлехранилище // Пушкинский Дом. — М.: Изд. центр «Классика». 2003. С. 470—489. — ISBN 5-7735-0131-7 - Карпов И. С. По волнам житейского моря: воспоминания / Публ. С. С. Гречишкина и Г. В. Маркелова. Вступит. статья Г. В. Маркелова // Онега, 2004. - Маркелов Г. В. «Приходи, здесь весело!» Археографические этюды // Русский комикс. — М.: 2010. Изд. НЛО. С. 55-68. - Маркелов Г. В. Статья «Древлехранилище» на сайте ИРЛИ РАН |

| О В. И. Малышеве |
| --- |
| - Маркелов Г. В., С. С. Гречишкин В. И. Малышев в переписке с русскими советскими писателями // Древлехранилище Пушкинского Дома: материалы и исследования. — Л.: 1990. С. 281—290. - Маркелов Г. В., Гречишкин С. С. В. И. Малышев в переписке с деятелями советской культуры // Древлехранилище Пушкинского Дома: материалы и исследования. — Л.: 1990. С. 291—298. - Маркелов Г. В. Письма Н. К. Гудзия к В. И. Малышеву // ТОДРЛ. — СПб.: 1993. Т. XLVI. С. 194—198. - Маркелов Г. В. Письма усть-цилемских крестьян к В. И. Малышеву // Исследования по истории книжной и традиционной народной культуры Севера. Сыктывкар, 1997. С. 86—91. - Маркелов Г. В. Из переписки коллег-медиевистов: письма В. И. Малышева к А. Н. Робинсону // Славянский альманах 2007. — М.: 2008. С. 510—517. - «В. И. Малышев. Избранное. Статьи о протопопе Аввакуме» / Сост. Г. В. Маркелов, В. П. Бударагин, Н. В. Понырко. Изд. Пушкинского Дома. 2010. - Маркелов Г. В. В. И. Малышев. Переписка (1941—1945 гг.) «В поисках древних рукописей» //«Верили в Победу свято»: Материалы о Великой Отечественной войне в собраниях Пушкинского Дома. — СПб.: 2015. С. 101—121. - Маркелов Г. В. В. И. Малышев и А. М. Панченко: Первые экспедиции // ТОДРЛ. — СПб.: 2017. Т. LXV. С. 682—898. |

| Публикации текстов |
| --- |
| - Маркелов Г. В. Повесть в стихах XVIII в. о сватовстве купеческой дочери // Рукописное наследие Древней Руси. По материалам Пушкинского Дома. — Л.: 1972. С. 210—214. - Маркелов Г. В. Дегуцкий летописец // Древлехранилище Пушкинского Дома: материалы и исследования. — Л.: 1990. С. 166—248, 301—303. - Маркелов Г. В. Неизвестный крестьянский поэт Григорий Кругов. Часть 1 // Текст и традиция. — СПб.: «Росток», 2013. С. 354—380. - Маркелов Г. В. Неизвестный крестьянский поэт Григорий Кругов. Часть 2 // Текст и традиция. — СПб.: «Росток», 2014. С. 305—321. - Маркелов Г. В. Война и жизнь Григория Кругова // Первая мировая война в устном и письменном творчестве русского крестьянства: Новые материалы из собраний Пушкинского Дома. — СПб.: Изд. Пушкинского Дома. 2014. С. 328—508. (Предисловие, подготовка текста.) — ISBN 978-5-87781-059-4 - Маркелов Г. В. Об авторе этой книги [Предисл. к книге:] Гречишкин С. С. (под псевдонимом «Василий Пригодич»). Обезьяний ящик. — СПб.: 2018. |

| «Летописец небесных зна́мений» |
| --- |
| - Маркелов Г. В. «Явися на небеси знамение чюдно» // О древней и новой русской литературе. Сб. статей в честь профессора Н. С. Демковой. — СПб.: Филологический факультет СПбГУ. 2005. С. 42-50. - Маркелов Г. В. О «Летописце небесных зна́мений», литературном памятнике начала XVII в. // Пятые Лихачёвские чтения. Русская культура: история и экология. Материалы международной научной конференции. 28 сентября — 1 октября 2016 г. Музей-усадьба Л. Н. Толстого «Ясная Поляна». 2016. С. 276—283. - Маркелов Г. В., Сиренов А. В. О личности автора лицевого «Летописца о небесных знамениях» // Русская литература. 2016. № 2. С. 59—65. - Маркелов Г. В., Сиренов А. В. Иконография лицевого летописца о небесных явлениях // Вестник Санкт-Петербургского университета. Серия «История». 2017. Т. 62. Вып. 2. С. 319—338. |

| Изобразительное искусство и книгописание |
| --- |
| - Маркелов Г. В., Бударагин В. П. Орнаментика крестьянской рукописной книги XVIII—XIX вв. // ТОДРЛ. — Л.: 1985. Т. XXXVIII, с. 476—502. - Маркелов Г. В. Иконные прориси и переводы в Древлехранилище Пушкинского Дома // ТОДРЛ. — СПб.: 1996. Т. XLIX. С. 480—525. - Маркелов Г. В. «Налепные» образцы в традиционном книгописании // ТОДРЛ. — СПб.: 2003. Т. LIII. С. 264—288. - Маркелов Г. В. Книгописный подлинник Строгановых 1604 г. // ТОДРЛ. — СПб.: 2003. Т. LIV. С. 684—699. - Маркелов Г. В., Панченко Ф. В. Собрание иконных образцов Рукописного Отдела БАН // Петербургская библиотечная школа. — СПб.: 2017. № 2 (58). С. 24—30. |

| Из истории старообрядчества |
| --- |
| - Маркелов Г. В. Старообрядцы в Латгалии. Три портрета. Традиционная духовная и материальная культура русских старообрядческих поселений в странах Европы, Азии и Америки. Новосибирск, 1992. С. 141—142. - Маркелов Г. В., Панченко Ф. В. О литургическом творчестве вы́говцев // ТОДРЛ. — СПб.: 1996. Т. L. С. 220—228. - Маркелов Г. В., Панченко Ф. В. О гимнографическом творчестве на Выгу // ТОДРЛ. — СПб.: 1999. Т. LI. С. 417—426. - Маркелов Г. В. Преображенское кладбище в 1812 году. Свидетельство очевидца // Древлеправославный вестник. Старообрядческий исследовательский центр. — М.: 1999. № 2. С. 70—76. - Маркелов Г. В. Изограф из Причудья (иконописец П. М. Сафронов) // Сборник «Памяти Заволоко Ивана Никифоровича». — Рига: 1999. С. 98—113. - Маркелов Г. В. Старообрядческая исповедь для иконописца // ТОДРЛ. — СПб.: 2001. Т. LII. 2001. С. 745—753. - Маркелов Г. В. Памятники старообрядческой историографии в Древлехранилище Пушкинского Дома // ТОДРЛ. — СПб.: 2004. Т. LV. С. 146—152. |

| Художественные настенные календари (по материалам ИРЛИ РАН) |
| --- |
| - на 2008 год: «Рисунки русских писателей» / Сост. и художник Г. В. Маркелов. - на 2009 год: «Изображения рая и ада в крестьянских лицевых рукописях Русского Севера» / Сост. и художник Г. В. Маркелов. - на 2010 год: «Belle epoque» / Сост. и художник Г. В. Маркелов. - на 2011 год: «Маленькие вещи больших писателей» / Сост. и художник Г. В. Маркелов. - на 2012 год: «Пушкинский Дом. Новые поступления» / Сост. и художник Г. В. Маркелов. - на 2013 год: «М. Ю. Лермонтов в Пушкинском Доме. К 200-летию со дня рождения поэта» / Сост. и художник Г. В. Маркелов. - на 2014 год: «Пушкинский Дом» / Сост. и художник Г. В. Маркелов. - на 2015 год: «Я встретил Вас…» / Сост. и художник Г. В. Маркелов. - на 2016 год: «Пушкинский Дом. Портреты» / Сост. и художник Г. В. Маркелов. - на 2017 год: «Поморский книжный орнамент в собраниях Пушкинского Дома» / Сост. и художник Г. В. Маркелов. - на 2018 год: «Тургенев в Пушкинском Доме» / Сост. и художник Г. В. Маркелов. |

## Награды и премии
- Медаль «В память 300-летия Санкт-Петербурга» (2003)
- Грамота от предстоятеля Русской православной старообрядческой церкви митрополита Московского и всея Руси Корнилия «За подготовку текстов, уставов, чинов и постановления Выговского монастыря — „Выгоре́цкий Чиновни́к“» (26.02.2009)
- Премия имени А. Н. Веселовского РАН за двухтомный труд «Летописец небесных зна́мений: лицевой рукописный сборник XVII века из собрания Библиотеки Российской академии наук» (2020, совместно с А. В. Сиреновым)[9]
- Премия фонда имени Д. С. Лихачёва (2024)[10]